# Léo (ur. 1989)
Léo, właśc. Leonardo Passos Alves (ur. 29 listopada 1989 roku w Jacobinie) – brazylijski piłkarz, występujący na pozycji napastnika.

## Kariera piłkarska

### Kariera klubowa
W 2008 rozpoczął karierę piłkarską w klubie Grêmio Jaciara. Latem 2008 wyjechał do Europy, gdzie przez półtora sezony bronił barw portugalskiego klubu Vila Meã. Na początku 2010 powrócił do Brazylii, gdzie został piłkarzem Corinthians Alagoano, ale już w maju 2010 przeniósł się do Criciúmy. Rozegrał jeden sezon, a na początku 2011 został wypożyczony do Regatas Brasil. W 2012 grał na zasadach wypożyczenia w izraelskich klubach Beitar Jerozolima i Hapoel Akka. Na początku 2013 podpisał kontrakt z Grêmio Barueri, jednak nie zdołał wywalczyć miejsca w podstawowym składzie i w maju 2013 opuścił klub. 11 września 2013 podpisał kontrakt z ukraińskim Metałurhiem Zaporoże. Na początku stycznia 2015 przeszedł do Hakoah Ramat Gan.